# Eduard August Emil Mühlenpfordt
Eduard August Emil Mühlenpfordt (* 5. November 1801 in Osterode am Harz; † 17. Oktober 1857 in Hannover) war ein deutscher Architekt, Ingenieur und Zeichner. Bedeutung erlangte er durch seine Zeichnungen vom Goslarer Dom kurz vor dessen Abriss 1819 und von der archäologischen Stätte Mitla in Mexiko um 1830.

## Leben

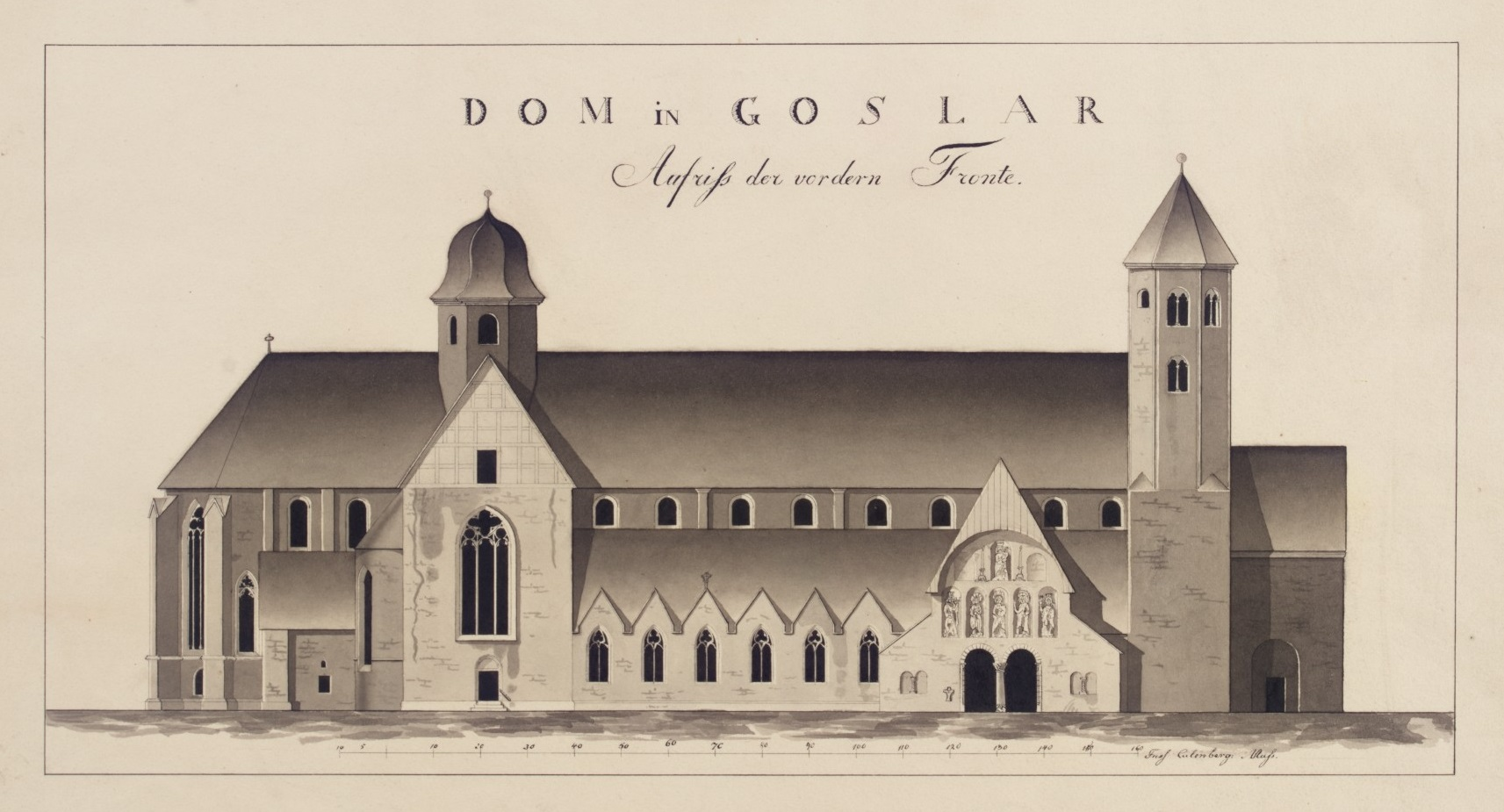
Goslarer Dom

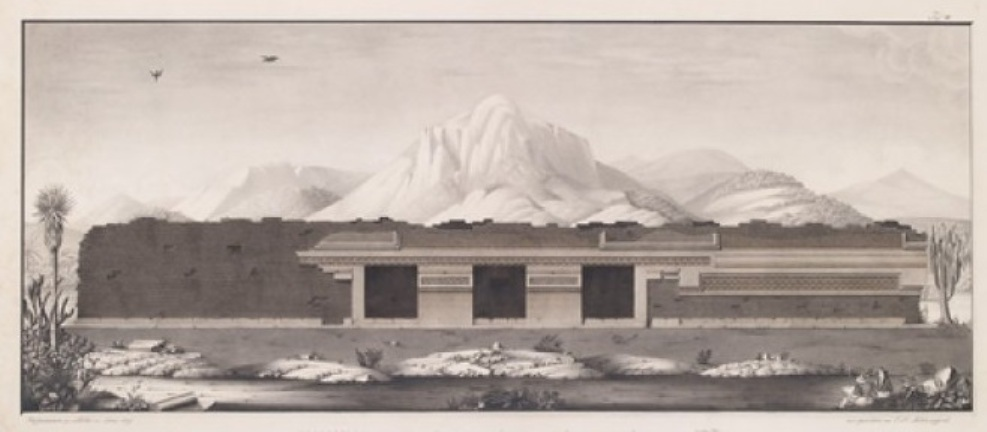
Palast in Mitla

Eduard Mühlenpfordt war ein Sohn des Maschineninspektors Johann Barthold Mühlenpfordt und dessen Ehefrau Johanna Mühlenpfordt geb. Schacht. Er studierte Mathematik an der Georg-August-Universität Göttingen und übernahm bereits ab 1819 erste Tätigkeiten im Baufach, darunter die zeichnerische Aufnahme des zum Abriss bestimmten Goslarer Doms. Von 1824 bis 1826 war er bei der Berghauptmannschaft Clausthal beschäftigt.
1826 heiratete er Louise Amalie Hillegeist, die Tochter des Clausthaler Obergrubensteigers Johann Bastian Hillegeist. Im selben Jahr übersiedelte er nach Mexiko und erhielt eine Anstellung beim Staat Oaxaca im Wegebau- und Bergbauwesen. In den folgenden Jahren beschäftigte er sich intensiv mit der Geschichte des Landes und fertigte neben Fachzeichnungen bedeutende Gesamt- und Detailaufnahmen der präkolumbischen Ruinen von Mitla an.
1835 trat er wieder in den Dienst der Berghauptmannschaft Clausthal. 1846 wurde er Maschineninspektor bei den Herrenhäuser Wasserkünsten.
Außer in Goslar und Mitla arbeitete er als Bauzeichner und Architekt beim Neubau des Laboratoriums Clausthal-Zellerfeld, am Rathaus St. Andreasberg, an der Silberhütte Clausthal, am Zehntgebäude in Zellerfeld, am königlichen Amtshaus in Clausthal, an der Lerbacher Eisenhütte, an Minenbauten in Mexiko, beim Chausseebau Altenau–Osterode und Goslar—Osterode, bei der neuen Bergschmiede in St. Andreasberg, bei der Forstinspektion Clausthal sowie beim Wiederaufbau öffentlicher Gebäude in Clausthal nach dem Stadtbrand von 1844.

## Schriften
- Versuch einer getreuen Schilderung der Republik Mejico besonders in Beziehung auf Geographie, Ethnographie und Statistik. Hannover 1844.